# Albert Meier (Germanist)
Albert Meier (* 1952 in München) ist ein deutscher Literaturwissenschaftler und war von 1995 bis zu seiner Pensionierung 2017 Professor für Neuere deutsche Literaturgeschichte an der Christian-Albrechts-Universität zu Kiel.

## Werdegang
Meier studierte von 1973 bis 1978 Deutsche Philologie, Philosophie und Italianistik an der Ludwig-Maximilians-Universität München und wurde 1980 an der Universität Bremen mit einer Arbeit zu Georg Büchners Ästhetik promoviert. Von 1981 bis 1989 war er zunächst wissenschaftlicher Mitarbeiter, dann wissenschaftlicher Assistent am Lehrstuhl von Bernhard Gajek an der Universität Regensburg. 1990 erfolgte ebenda seine Habilitation mit der Arbeit „Dramaturgie der Bewunderung. Untersuchungen zur politisch-klassizistischen Tragödie des 18. Jahrhunderts“. Nach weiteren Jahren als wissenschaftlicher Oberassistent am Lehrstuhl von Gajek wurde er 1995 auf den seit längerer Zeit vakanten Lehrstuhl von Klaus-Detlef Müller nach Kiel berufen.
Albert Meier war von 2007 bis 2015 Mitherausgeber des Goethe-Jahrbuchs, von 2011 bis 2019 Mitglied im Vorstand der Goethe-Gesellschaft, von 2009 bis 2021 Mitglied des Zentrums für Klassikforschung in Weimar und von 2008 bis 2022 Ordentliches Mitglied der Akademie der Wissenschaften in Hamburg.

## Veröffentlichungen

### Monografien
- Georg Büchner. Woyzeck. München 1980.
- Georg Büchners Ästhetik. München 1983.
- Dramaturgie der Bewunderung. Untersuchungen zur politisch-klassizistischen Tragödie des 18. Jahrhunderts. Frankfurt/M. 1993.
- (mit Sabine Griese, Hubert Kerscher und Claudia Stockinger) Die Leseliste. Kommentierte Empfehlungen. Stuttgart 1994.
- Karl Philipp Moritz. Stuttgart 2000.
- Klassik – Romantik. Unter Mitarbeit von Stephanie Düsterhöft. Stuttgart 2008.
- Goethe: Dichtung – Kunst – Natur. Stuttgart 2011.
- Novelle. Eine Einführung. Unter Mitarbeit von Simone Vrckovski. Berlin 2014.
- Postmoderne: Philosophie – Literatur. Unter Mitarbeit von Zara Zerbe und Aljoscha Leptin. Kiel 2016. (online verfügbar)